# Lafonia
Lafonia bezeichnet den südlichen Teil der Insel Ostfalkland, welche zu den südatlantischen Falklandinseln gehört.
Die 2400 km² große Halbinsel Lafonia ist durch eine schmale Landenge, die an der schmalsten Stelle nur gut einen Kilometer breit ist, mit dem nördlichen Teil von Ostfalkland verbunden. Die Landenge trennt den Choiseul Sound (innerster Teil Darwin Harbour) im Osten vom Brenton Loch (innerster Teil Camilla Creek) im Westen. Barren Island, Bleaker Island, George Island, Lively Island, Sealion Island und Speedwell Island liegen vor Lafonia und gehören geographisch zu dieser Region.
Der Name geht auf den britischen Schafzüchter Samuel Fisher Lafone zurück, der das Areal 1846 kaufte, um dort Schafe zu halten.
Lafonia ist extrem dünn besiedelt. Die beiden größten Siedlungen, Goose Green (mit 40 Einwohnern zweitgrößter Ort der Falklandinseln) und Darwin liegen auf der Landenge. Weitere Siedlungen sind North Arm Settlement (20 Einwohner) und Walker Creek. Verlassene Siedlungen sind Hope Place, Kelp Creek und Egg Harbour. Die Halbinsel hat jedoch ein reiches Wildleben. Neben verschiedenen Entenarten wie Chilepfeifente oder  Silberente gibt es auch Seelöwen, Delfine und Pinguine.
Auf dem Gebiet Lafonias befindet sich die südlichste Hängebrücke der Welt.
Sie wurde 1925 erbaut und für den Schaftrieb zur Schur genutzt.